# Московская дворцовая контора
Московская дворцовая контора — с 1831 года одна из дворцовых контор в составе Министерства императорского двора. В 1886 году преобразована (с сокращением штата) в Московское дворцовое управление, просуществовавшее до 1918 года.
Сформирована на базе Экспедиции кремлёвского строения. 22 августа 1831 г. император Николай I утвердил устав Московской дворцовой конторы. На контору было возложено строительство и эксплуатация царских дворцов в Москве и её окрестностях (включая комплекс Московского Кремля), содержание дворцовых земель, подготовка и проведение коронационных торжеств, подготовка, организация и проведение мероприятий, связанных с приездом в Москву императора и императрицы, членов императорской фамилии и иностранных коронованных особ. Наиболее крупным мероприятием конторы стало строительство Большого Кремлёвского дворца (1838—1849).
В ведении Московской дворцовой конторы находились: Кремль, Петровский дворец, Александринский летний дворец, Запасный дворец, Коломенский дворец, Царицынский дворец, Дворцовые здания, Кремлевские сады, Петровский парк и сады, Нескучный сад и др..
В соответствии со штатом от 1 января 1843 г. численность конторы составляла 259 человек, в т.ч. президент, вице-президент, советники и канцелярия (44 человека), служители при дворцах (111 человек), смотрители (17 человек), служители чертежной (20 человек), садовой части (60 человек) и Оружейной палаты (7 человек). На содержание указанного штата, наем курьеров, курьерских лошадей, канцелярские материалы и прочее ежегодно отпускалось 66 692 руб., но уже в 1881 г. общие расходы по всем дворцам составили 221 699 руб..
По возведении Большого Кремлевского дворца 27 апреля 1849 г. был высочайше утвержден дополнительный штат, включающий 44 человека, по которому впервые была введена должность камер-фурьера. Она оставалась вакантной более 30 лет и только 22 апреля 1882 г. по приказу Александра III на должность камер-фурьера при Большом Кремлевском дворце был назначен С. В. Инштетов. 
В апреле 1882 г. министр императорского двора утвердил Временное положение для приготовления стола императорской фамилии и прочим особам и лицам. Оно было подготовлено с соизволения Александра III и определяло порядок, особенности, состав и стоимость приготовления стола для их величеств, августейших детей и прочих лиц.
Во второй половине XIX в. в течение года члены императорской фамилии приезжали в Кремль 8-10 раз и иностранные коронованные особы – 2-5, что с учетом продолжительности их пребывания составляло ежегодно от 40 до 100 дней.
На время приездов в Большом Кремлевском дворце организовывались 2 телеграфные станции: главная (от московского телеграфа) и полицейская (от министерства внутренних дел).
Дежурство во внутренних покоях дворца осуществлялось дворцовыми гренадерами (на 7 постах), придворно-ливрейными служителями (на 10 постах) и солдатами служительской команды (на 8 постах).
По окончании приезда Московская дворцовая контора составляла отчет за время пребывания в Москве, который затем направлялся в министерство императорского двора или командующему императорской главной квартирой с указанием расходов по всем статьям с целью возврата израсходованных денежных средств.
Временный штат Московского дворцового управления, утвержденный в связи с упразднением Московской дворцовой конторы, составлял 94 человека, из них 70 придворнослужителей. Кроме этого, в Московское дворцовое управление набирались нижние чины, прислуга и мастера, общая численность которых составляла 280 человек .
Московская контора — одно из немногих государственных учреждений подобного уровня, которые функционировали за пределами Петербурга и позволяли дворянину из хорошей московской фамилии сделать карьеру, не покидая «первопрестольной». Другие возможности такого рода предоставляли Московский главный архив, Воспитательный дом и Почтамт.
При конторе действовало Московское дворцовое архитектурное училище, в её подчинении находились Древлехранилище древних хартий, рукописей и печатей и Оружейная палата, которая рассматривалась как «хранилище оружий, драгоценностей и прочих находящихся в ней редкостей». Это подразделение возглавляли просвещённые знатоки русской старины — М. Н. Загоскин, А. Ф. Вельтман, С. М. Соловьёв. На службе в конторе состояли видные архитекторы К. А. Тон, Ф. Ф. Рихтер, Е. Д. Тюрин.
Руководители: князь С. И. Гагарин (1831-35), князь А. М. Урусов (1835-1849), барон Л. К. Боде (1849-1858), князь Н. И. Трубецкой (1859-1872), граф А. Н. Ламздорф (1872-1881), граф А. В. Орлов-Давыдов (1882-1896). Перед революцией Московское дворцовое управление возглавлял князь Н. Н. Одоевский-Маслов.